# Cratere Barbier
Barbier è un cratere lunare di 65,38 km situato nella parte sud-occidentale della faccia nascosta della Luna.
Il cratere è dedicato all'astronomo francese Daniel Barbier.

## Crateri correlati
Alcuni crateri minori situati in prossimità di Barbier sono convenzionalmente identificati, sulle mappe lunari, attraverso una lettera associata al nome.
| Barbier | Coordinate             | Diametro (in km) |
| ------- | ---------------------- | ---------------- |
| D       | 23°01′12″S 160°10′12″E | 21,56            |
| F       | 23°49′12″S 158°12′36″E | 15,85            |
| G       | 24°09′36″S 159°51′36″E | 16,61            |
| H       | 25°06′36″S 160°28′48″E | 16,18            |
| J       | 25°46′48″S 160°13′48″E | 42,21            |
| K       | 26°17′24″S 159°12′00″E | 13,25            |
| U       | 22°46′48″S 155°10′48″E | 41,12            |
| V       | 22°16′12″S 154°34′48″E | 30,37            |